# Florence Augusta Merriam Bailey

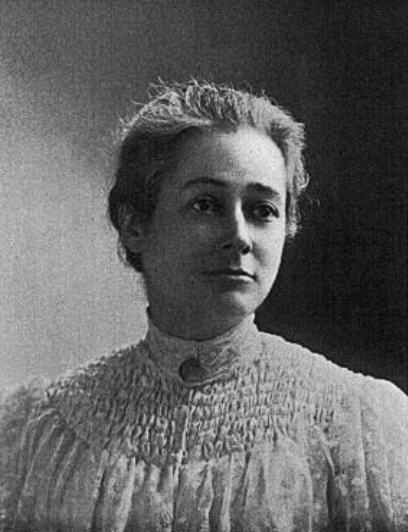
Florence Augusta Merriam Bailey (1904; aus The Condor)

Florence Augusta Merriam Bailey (* 8. August 1863 in Locust Grove, New York; † 22. September 1948 in Washington, D.C.) war eine US-amerikanische Ornithologin. Ihr älterer Bruder war Clinton Hart Merriam.

## Leben und Wirken
Bailey wuchs auf dem Anwesen ihrer Familie auf. Wie ihr Bruder entwickelte sie großes Interesse an Naturgeschichte. Ihr Vater machte im Jahre 1871 im späteren Yosemite-Nationalpark Bekanntschaft mit John Muir. Bailey ging in Utica auf eine Privatschule. Von 1882 bis 1886 besuchte sie das Smith College. Dort wurde ihr kein akademischer Grad anerkannt, bis das 1921 ehrenhalber geschah. Zeitweise besuchte Bailey auch die Stanford University.

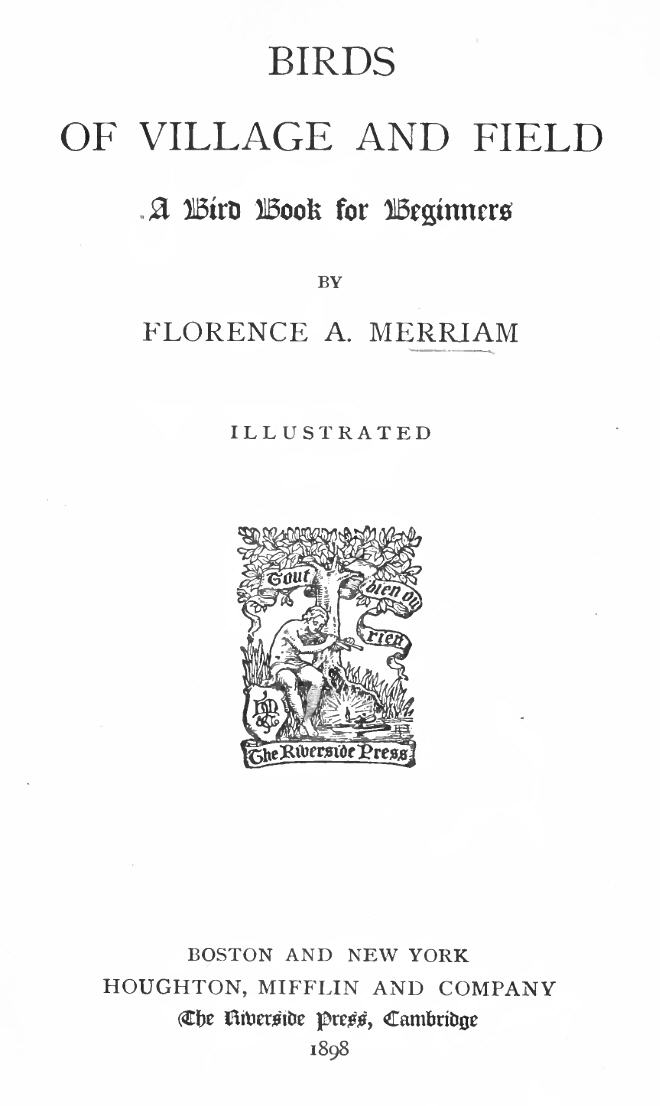
Deckblatt von Birds of village and field

Sie begann mit der Vogelbeobachtung zu einer Zeit, als die Ornithologie sich auf die Untersuchung von Präparaten stützte. Vor 1885, als Federn als Zierschmuck an Hüten verbreitet waren, schrieb Bailey Artikel über die Notwendigkeit von Maßnahmen zum Schutz der Vögel. Sie bemühte sich um Aufklärung der Öffentlichkeit über den Wert der Tiere. Bald darauf erließ der Kongress der Vereinigten Staaten ein die Einfuhr von Vögeln verbietendes Gesetz. Das bewirkte eine Erholung der Wasservogelbestände, darunter Pelikane und Lappentaucher. Im Laufe der Zeit änderte sich die Mode dahingehend, dass das Interesse an Vogelfedern zur Dekoration verschwand.

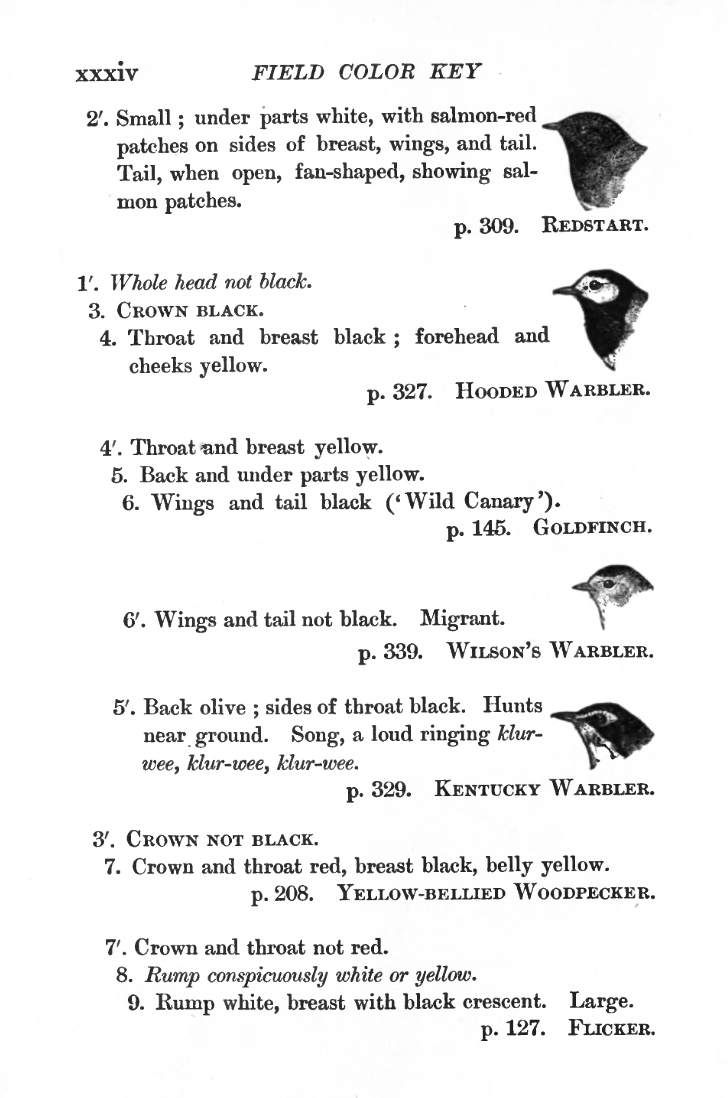
Vogelbeschreibung, Birds of village and field

Bailey veröffentlichte einen Naturführer über Vögel in ihrem natürlichen Lebensraum. Er gilt als erstes Beispiel moderner Vogelbestimmungsbücher. Die damals Sechsundzwanzigjährige ließ die Beschreibungen zunächst im Audubon Magazine abdrucken und später in Form von Büchern veröffentlichen. Im Dezember 1899 heiratete Florence Augusta Merriam den Naturforscher Vernon Orlando Bailey. Dieser arbeitete mit ihrem Bruder Clinton zusammen für das United States Bureau of Biological Survey. Das Ehepaar Bailey unternahm weite Studienreisen und hatte den Auftrag, das Interesse junger Menschen an Naturkunde zu wecken.
Florence Bailey wurde 1885 als erste Frau Mitglied der American Ornithologists’ Union und 1929 erste weibliche Fellow der Organisation. 1931 erhielt sie die William-Brewster-Medaille für das Werk Birds of New Mexico, damals das umfangreichste Buch über die Vogelwelt des Südwestens der USA. Sie war an der Gründung der National Audubon Society des District of Columbia beteiligt und lehrte dort häufig Grundlagen der Ornithologie. Baileys letztes größeres Werk Among the Birds in the Grand Canyon National Park wurde 1939 vom National Park Service veröffentlicht.
Florence Bailey starb am 22. September 1948 in Washington, D.C.

## Dedikationsnamen
Joseph Grinnell benannte 1908 eine Unterart der Gebirgsmeise Parus gambeli baileyae, ein Name der heute als Synonym für Poecile gambeli baileyae gilt. In seiner Widmung ehrte er die Frau von Vernon Orlando Bailey (1864–1942), die so viele wichtige Publikationen für Ornithologie des Westens der USA beitrug.

## Werke
- Birds of Village and Field (1898), Houghton, Mifflin & Co, New York & Boston.
- Birds Through An Opera, Glass Riverside Library for Young People, Mifflin & Co, New York & Boston.
- My Summer In A Mormon Village, Mifflin & Co, New York & Boston.
- Handbook of Birds of The Western United States, Mifflin & Co, New York & Boston.
- Birds of New Mexico (1928), New Mexico Dept. of Game & Fish.